# Bergelmir (satélite)

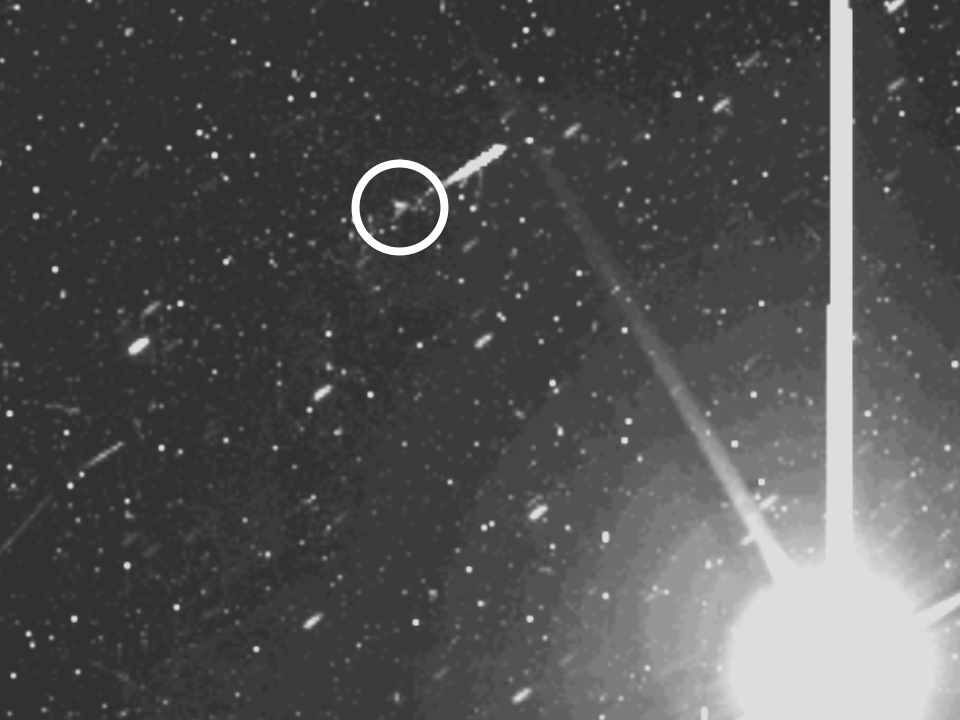
Bergelmir vista pela sonda Cassini.

Bergelmir, também conhecido como Saturn XXXVIII, é um satélite natural de Saturno. Sua descoberta foi anunciada por Scott S. Sheppard, David C. Jewitt, Jan Kleyna, e Brian G. Marsden em 4 de maio de 2005, a partir de observações feitas entre 12 de dezembro de 2004 e 9 de março de 2005. Sua designação provisória foi S/2004 S 15.
Bergelmir tem cerca de 6 km de diâmetro, e orbita Saturno a uma distância média de 19 372 000 km em 1006,659 dias, com uma inclinação de 157° com a eclíptica (134° com o equador de Saturno), em uma direção retrógrada com uma excentricidade de 0,152.
Foi nomeado em abril de 2007 a partir de Bergelmir, um gigante da mitologia nórdica.